# براوتونز
براوتونز (به انگلیسی: Broughtons) نام شرکت فروشنده لوکس‌ترین و سفارشی‌ترین خودروهای جهان است که دفتر آن در چلتنهام، ایالت برک شایر در انگلستان قرار دارد.
در سال‌های آغازین، براوتونز فقط خودروی بنتلی را ارائه می‌کرد ولی هم‌اکنون براوتونز افزون بر بنتلی، استون مارتین، اسکایپر و Koenigsegg را نیز ارائه می‌دهد.

## نگارخانه

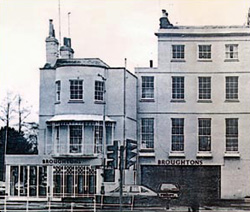